# Robert Deane (1er baron Muskerry)
Robert Tilson Deane (29 novembre 1745 - 25 juin 1818) est un homme politique irlandais.

## Biographie
Il est le fils de Robert Deane, 5e baronnet de Dromore et succède à son père comme baronnet en 1770.
Deane représente Carysfort à la Chambre des communes irlandaise entre 1771 et 1776, puis le comté de Cork entre 1776 et 1781. Il est également nommé haut shérif du comté de Cork en 1773 et admis au Conseil privé irlandais en 1777. De 1780 à sa mort, il est Custos Rotulorum du comté de Limerick.
En 1781, il est élevé à la pairie d'Irlande en tant que baron Muskerry, dans le comté de Cork. En 1783, il est Grand Maître de la Grande Loge d'Irlande, poste qu'il occupe les deux années suivantes.
Lord Muskerry épouse Anne, fille de John FitzMaurice, en 1775 et hérite plus tard du château de Springfield, dans le comté de Limerick, de son beau-père. Il meurt en juin 1818, à l'âge de 72 ans, et est remplacé dans ses titres par son fils aîné John. Lady Muskerry est décédée en 1830.